# Série de championnat de la Ligue nationale de baseball 1984
La Série de championnat de la Ligue nationale de baseball 1984 était la série finale de la Ligue nationale de baseball, dont l'issue a déterminé le représentant de cette ligue à la Série mondiale 1984, la grande finale des Ligues majeures.
Cette série au meilleur de cinq parties débute le mardi 2 octobre 1984 et se termine le dimanche 7 octobre par un triomphe des Padres de San Diego, trois victoires à deux sur les Cubs de Chicago. La débandade des Cubs, qui n'étaient qu'à une victoire d'une première participation à la Série mondiale depuis 1945, a été associée à la malédiction de Billy Goat, une superstition qui tente de justifier les insuccès chroniques de cette franchise.
Il s'agit de la dernière Série de championnat à être jouée au meilleur de cinq matchs. Elle devient une série au meilleur de sept parties à partir de l'automne 1985.

## Équipes en présence

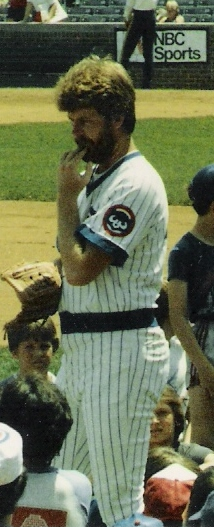
Obtenu de Cleveland en juin, le lanceur Rick Sutcliffe gagne le trophée Cy Young.

Franchise historiquement célèbre pour son incapacité à remporter des championnats, les Cubs de Chicago font rêver leurs partisans durant un été 1984 mémorable où l'équipe, qui avait terminé en cinquième ou sixième place sur six clubs dans la division Est au cours des cinq années précédentes, s'impose contre toute attente comme l'une des meilleures du baseball. Avec 96 victoires contre 65 défaites, les Cubs terminent six parties et demi devant leurs plus proches poursuivants, les Mets de New York, et affichent leur meilleure performance depuis 1945, année de leur dernière participation (une défaite) à la Série mondiale. Le 24 septembre à Pittsburgh, les Cubs s'assurent d'un premier championnat de division en 39 ans.  Avec 104 victoires, seuls les Tigers de Detroit de la Ligue américaine affichent un meilleur dossier que Chicago cette année-là.
Le club est mené par Ryne Sandberg, « volé » à Philadelphie en 1982 dans une transaction n'ayant profité qu'aux Cubs. Le joueur de deuxième but fait maintenant partie des étoiles du baseball majeur et il est élu joueur par excellence de la saison 1984. En juin, Chicago transige avec Cleveland pour le lanceur partant Rick Sutcliffe. Ce dernier gagne 16 matchs contre une seule défaite après son transfert aux Cubs, terminant l'année avec 20 victoires et six défaites et gagnant le trophée Cy Young du meilleur lanceur.
À San Diego aussi, l'année 1984 est mémorable. La franchise des Padres de San Diego est entrée dans la ligue en 1969 et au cours de ses  15 premières années d'existence n'a qu'une seule fois terminé la saison régulière avec plus de matchs gagnés que de perdus. De plus, les Padres n'ont jamais grimpé plus haut au classement que la quatrième position sur six équipes. Au cours des deux saisons précédant leur première conquête du championnat de section, l'équipe a affiché un dossier victoires-défaites de 81-81. En 1984, avec un record de franchise de 92 victoires, contre 70 revers, San Diego termine pour la première fois en première place et affiche le seul dossier supérieur à ,500 de la division Ouest. Les Padres passent pour la première fois en séries éliminatoires.
Tony Gwynn, futur membre du Temple de la renommée du baseball, s'impose comme visage de cette franchise renouvelée. À sa première saison complète, il remporte le championnat des frappeurs avec une moyenne au bâton de ,351 et mène tout le baseball pour les coups sûrs avec 213.

## Déroulement de la série

### Calendrier des rencontres
| Match | Date      | Visiteur            | Hôte                | Score |
| ----- | --------- | ------------------- | ------------------- | ----- |
| 1     | 2 octobre | Padres de San Diego | Cubs de Chicago     | 0 - 7 |
| 2     | 3 octobre | Padres de San Diego | Cubs de Chicago     | 2 - 4 |
| 3     | 4 octobre | Cubs de Chicago     | Padres de San Diego | 1 - 7 |
| 4     | 6 octobre | Cubs de Chicago     | Padres de San Diego | 5 - 7 |
| 5     | 7 octobre | Cubs de Chicago     | Padres de San Diego | 3 - 6 |

### Avantage du terrain
Les deux premiers matchs de la série Cubs-Padres sont joués au Wrigley Field de Chicago, et les trois suivants au Jack Murphy Stadium de San Diego. Un mythe encore aujourd'hui véhiculé par les médias veut que les Cubs aient été privés de l'avantage du terrain et aient joué moins de parties à domicile en raison de l'absence de réflecteurs, le Wrigley Field n'étant toujours pas à cette époque éclairé après la tombée de la nuit. Or, il n'en est rien. Selon la règle en vigueur à ce moment-là, l'avantage du terrain était alternativement donné aux champions de la division Est puis de la division Ouest. En 1984, cet avantage va aux tenants du titre dans l'Ouest, donc San Diego. Cependant, le commissaire du baseball avait annoncé que si Chicago passait en Série mondiale, ils seraient privés de la possibilité de joueur dans leur stade puisque les contrats de télédiffusion en vigueur prévoyaient des parties en soirée et que la ligue et les propriétaires d'équipe estimaient que jouer la finale en après-midi leur ferait perdre d'importants revenus.

### Grève des arbitres
Les quatre premiers matchs de la série Cubs-Padres sont arbitrés par des arbitres de remplacement, les arbitres de la Ligue nationale de baseball ayant déclenché une grève qui dura quatre parties,.

### Match 1
Mardi 2 octobre 1984 au Wrigley Field, Chicago, Illinois.
| Padres de San Diego | 0 | 0 | 0 | 0 | 0 | 0 | 0 | 0 | 0 | 0  | 6  | 1 |
| Cubs de Chicago | 2 | 0 | 3 | 0 | 6 | 2 | 0 | 0 | X | 13 | 16 | 0 |
| Lanceurs partants : SD : Eric Show CHI : Rick Sutcliffe Vic. : Rick Sutcliffe (1-0) Déf. : Eric Show (0-1) HRs: CHI : Gary Matthews (1, 2), Bob Dernier (1), Ron Cey (1), Rick Sutcliffe (1) |   |   |   |   |   |   |   |   |   |    |    |   |

L'offensive des Cubs tourmente les lanceurs des Padres dans ce premier match. Chicago réussit cinq coups de circuit. Passé des Phillies de Philadelphie aux Cubs lors de la saison morte, le joueur par excellence de la Série de championnat 1983, Gary Matthews, reprend là où il l'avait laissé l'année précédente en claquant deux fois la longue balle et en produisant quatre points. Même le lanceur partant des Cubs Rick Sutcliffe s'en mêle en cognant lui aussi un circuit aux dépens de son adversaire Eric Show. Chicago remporte ce match à sens unique par la marque de 13 à 0.

### Match 2
Mercredi 3 octobre 1984 au Wrigley Field, Chicago, Illinois.
| Padres de San Diego | 0 | 0 | 0 | 1 | 0 | 1 | 0 | 0 | 0 | 2 | 5 | 0 |
| Cubs de Chicago | 1 | 0 | 2 | 1 | 0 | 0 | 0 | 0 | X | 4 | 8 | 1 |
| Lanceurs partants : SD : Mark Thurmond CHI : Steve Trout Vic. : Steve Trout (1-0) Déf. : Mark Thurmond (0-1) Sauv. : Lee Smith (1) |   |   |   |   |   |   |   |   |   |   |   |   |

### Match 3
Jeudi 4 octobre 1984 au Jack Murphy Stadium, San Diego, Californie.
| Cubs de Chicago | 0 | 1 | 0 | 0 | 0 | 0 | 0 | 0 | 0 | 1 | 5  | 0 |
| Padres de San Diego | 0 | 0 | 0 | 0 | 3 | 4 | 0 | 0 | X | 7 | 11 | 0 |
| Lanceurs partants : CHI : Dennis Eckersley SD : Ed Whitson Vic. : Ed Whitson (1-0) Déf. : Dennis Eckersley (0-1) HRs: SD : Kevin McReynolds (1) |   |   |   |   |   |   |   |   |   |   |    |   |

Kevin McReynolds, avec un circuit de trois points, et Tony Gwynn, avec trois coups sûrs, mènent l'offensive des Padres alors que l'équipe évite l'élimination et prolonge la série à San Diego, où est disputé pour la première fois un match éliminatoire.

### Match 4
Samedi 6 octobre 1984 au Jack Murphy Stadium, San Diego, Californie.
| Cubs de Chicago | 0 | 0 | 0 | 3 | 0 | 0 | 0 | 2 | 0 | 5 | 8  | 1 |
| Padres de San Diego | 0 | 0 | 2 | 0 | 1 | 0 | 2 | 0 | 2 | 7 | 11 | 0 |
| Lanceurs partants : CHI : Scott Sanderson SD : Tim Lollar Vic. : Craig Lefferts (1-0) Déf. : Lee Smith (0-1) HRs : CHI : Leon Durham (1), Jody Davis (1) SD : Steve Garvey (1) |   |   |   |   |   |   |   |   |   |   |    |   |

Les Padres prennent les devants 2-0 en troisième manche mais les Cubs répliquent à leur tour au bâton suivant avec des coups de circuits consécutifs : une claque de deux points de Jody Davis puis un coup en solo de Leon Durham face au lanceur Tim Lollar. Les Padres créent l'égalité 3-3 en cinquième puis en septième manche prennent les devants par deux points à la suite d'un simple de Steve Garvey et une balle passée du receveur Jody Davis qui fait marquer Tony Gwynn. Chicago réplique une fois de plus dès que ses frappeurs reviennent au bâton : Davis se rachète avec un double contre le futur membre du Temple de la renommée Rich Gossage, ce qui nivèle le score à 5-5. Mais Steve Garvey vient jouer les héros en fin de neuvième manche face au stoppeur vedette des Cubs, Lee Smith : après le simple de Gwynn, il claque un circuit de deux points qui donne la victoire au Padres, 7 à 5, et force la tenue à San Diego d'un ultime match.

### Match 5
Dimanche 7 octobre 1984 au Jack Murphy Stadium, San Diego, Californie.
| Cubs de Chicago | 2 | 1 | 0 | 0 | 0 | 0 | 0 | 0 | 0 | 3 | 5 | 1 |
| Padres de San Diego | 0 | 0 | 0 | 0 | 0 | 2 | 4 | 0 | X | 6 | 8 | 0 |
| Lanceurs partants : CHI : Rick Sutcliffe SD : Eric Show Vic. : Craig Lefferts (2-0) Déf. : Rick Sutcliffe (1-1) Sauv. : Rich Gossage (1) HRs : CHI : Jody Davis (2), Leon Durham (2) |   |   |   |   |   |   |   |   |   |   |   |   |

Le rêve des Cubs d'atteindre la Série mondiale pour la première fois depuis les années 1940 s'écroule lors de ce dernier match à San Diego. Pourtant les choses débutent bien lorsque Leon Durham et Jody Davis frappent chacun leur deuxième circuit en deux matchs face à un Eric Show, partant des Padres, encore une fois chancelant. C'est alors 3-0 Chicago après seulement deux manches de jeu. Mais San Diego réussit à avoir le partant Rick Sutcliffe à l'usure : deux ballons sacrifice réduisent l'écart à 3-2 en sixième manche, puis en septième les Padres inscrivent quatre points, dont un non mérité. Sutcliffe était jusque-là solide au monticule, mais sa défensive l'abandonne alors que le joueur de premier but Durham commet l'une des erreurs les plus célèbres des séries éliminatoires : un faible roulant du frappeur suppléant Tim Flannery lui passe entre les jambes, permettant au point égalisateur de croiser le marbre. Sutcliffe perd toute contenance et accorde successivement un simple à Alan Wiggins, un double à Tony Gwynn qui file au troisième but sur un jeu au marbre, puis un autre coup sûr productif à Steve Garvey. Avec trois victoires de suite devant leurs partisans, les Padres ont chaque fois évité l'élimination et accèdent à leur première Série mondiale.

## Joueur par excellence

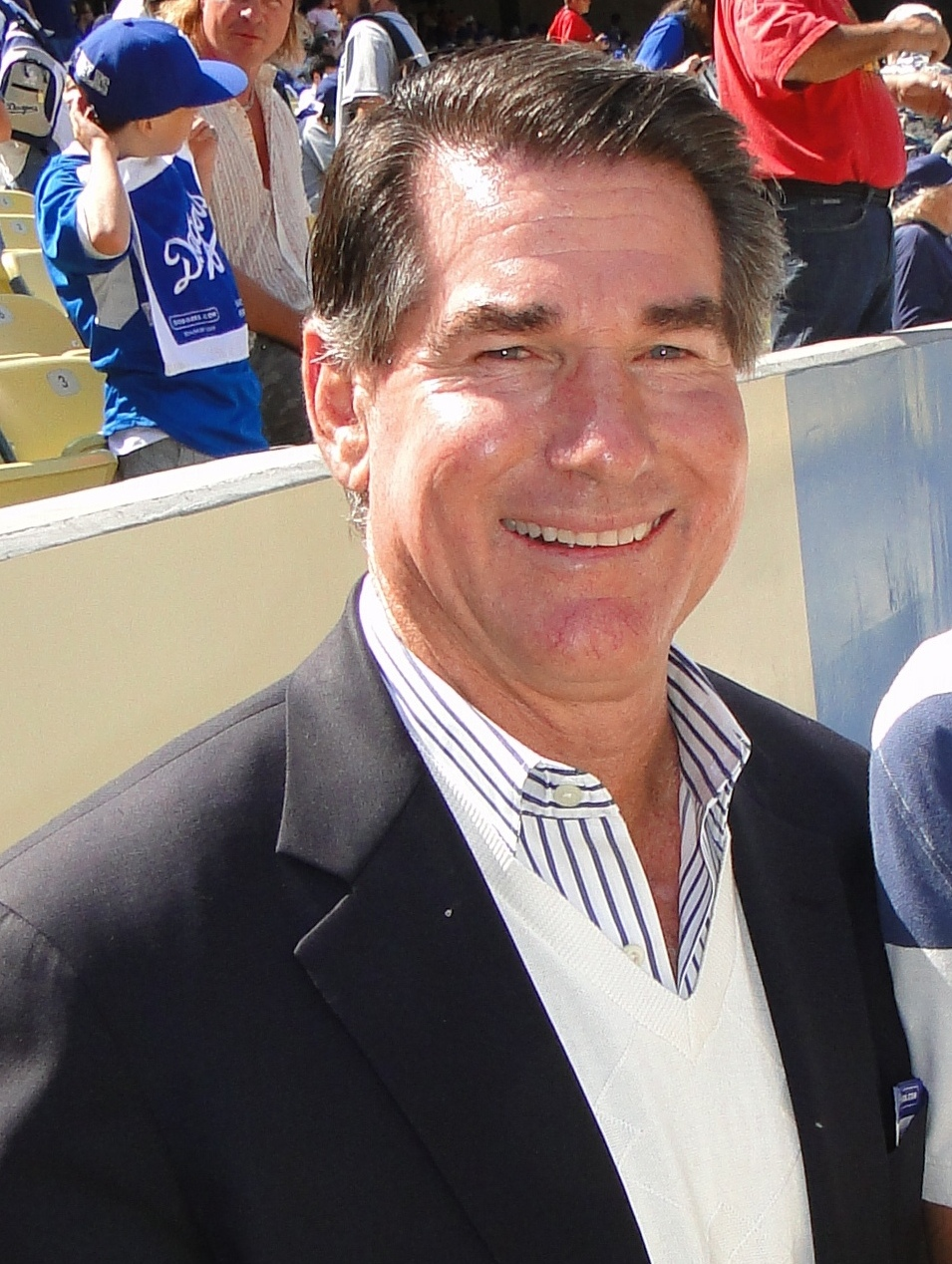
Steve Garvey, joueur par excellence de la Série de championnat 1984.

Le joueur de premier but Steve Garvey des Padres de San Diego est nommé joueur par excellence de la Série de championnat 1984 de la Ligue nationale. En cinq matchs face à Chicago, Garvey maintient une moyenne au bâton de ,400 et une moyenne de puissance de ,600 avec huit coups sûrs et un circuit. Il récolte de plus sept points produits.
Nommé joueur par excellence de la Série de championnat 1978 de la Ligue nationale alors qu'il évoluait pour les Dodgers de Los Angeles, Garvey devient le premier joueur à mériter deux fois cet honneur.